# Curcuma thorelii
Nghệ Thorel (danh pháp khoa học: Curcuma thorelii) là một loài thực vật có hoa trong họ Gừng. Loài này được François Gagnepain mô tả khoa học đầu tiên năm 1907. Mẫu định danh: C. Thorel 2132 (các isotype: MNHN-P-P032707 và MNHN-P-P032708), do Clovis Thorel thu thập tại Stung Treng, Lào (nay là Stung Treng, Campuchia) trong chuyến thám hiểm sông Mekong giai đoạn 1866-1868. Mẫu MNHN-P-P032707 được đề xuất làm lectotype.
Theo Škorničková et al. (2013, 2014) thì mẫu holotype (MNHN-P-P032706) không phải của C. thorelii  mà là của Curcuma aff. plicata thuộc phân chi Curcuma, do có 2 cựa bao phấn và 2 tuyến trên bầu, một đặc điểm không có ở phân chi Hitcheniopsis.

## Từ nguyên
Tính từ định danh thorelii là để vinh danh nhà thực vật học kiêm bác sĩ người Pháp Clovis Thorel (1833-1911), người đã thu thập mẫu vật định danh.

## Phân bố
Đây là loài bản địa của Campuchia, Lào, miền đông Thái Lan và từ miền trung đến miền nam Việt Nam.

## Mô tả
Địa thực vật thân thảo, cao 0,5 m. Thân rễ mập, màu vàng nghệ, đỉnh phân nhánh. Lá 3, 20-30 × 10–15 cm, gần như xếp thành 2 dãy, hình trứng-hình mác, đỉnh nhọn thon, mặt trên nhẵn nhụi, mặt dưới hơi có lông nhung, mép ánh tía. Cuống lá dài 10–15 cm, xuất hiện sau khi nở hoa, rắn chắc. Bẹ có sọc, nhẵn nhụi. Lưỡi bẹ khó thấy, các phiến bẹ thấp nhất không có, thẳng. Cụm hoa trung tâm, mọc từ giữa búi lá, có cuống. Cuống cụm hoa dài 25 cm. Cành hoa bông thóc hình trụ, dài 10–12 cm, đường kính 3 cm. Lá bắc sinh sản 15-40, màu xanh lục, chóp trắng, lõm, dính nhau tạo thành túi, chứa 4-5 hoa. Lá bắc mào 3-4, ở trên cùng, vô sinh, màu trắng. Đài hoa thanh mảnh, dài 10 mm, hình ống, nhẵn nhụi, 3 răng thuôn tròn không đều. Ống tràng dài 15–18 mm, hẹp, từ đoạn giữa đột ngột nở rộng, bên trong nhiều lông. Các thùy tràng dài 15 mm, hình trái xoan, lõm, nhẵn nhụi, màu tía phai đến màu cánh sen, thùy lưng 2 lần rộng hơn, có mấu nhọn. Bao phấn thẳng, dài 8 mm, các ngăn song song, đáy dần nở rộng, cắt cụt. Đỉnh mô liên kết dạng phiến, ngắn, tù, đáy 2 cựa, hình tam giác nhọn, phát triển dạng màng. Chỉ nhị ngắn, rộng. Nhị lép 10 × 5 mm, thuôn dài-hình nêm, màu tía, đáy khoảng 1/3 chiều dài phía dưới hợp sinh với chỉ nhị. Cánh môi hình elip hoặc trái xoan, 12-15 × 9–10 mm, màu tía, lõm mạnh, có khía răng cưa. Bầu nhụy hình trứng, nhiều lông. Nhụy lép 2, gần hình trụ, cắt cụt, có khía răng cưa.
Các loài có quan hệ họ hàng gần là C. parviflora và C. pygmaea trong phân chi Hitcheniopsis.